# Bro bro brille
Bro bro brille er en børnesang og en sangleg, som kan leges af en gruppe på mindst fire personer. Ligesom Skære skære havre skriver melodien sig fra den italienske La bergamasca,  en 1500-tals dans opstået i Bergamo, og angivelig ment at parodiere indbyggernes klodsede optræden. 

## Sådan leges den
To vælges til at danne en "bro" med front mod hinanden og hænderne presset sammen over hovedet. De andre går i række efter hinanden ind under broen, igen og igen.
Bro, bro, brille!
Klokken ringer el've.
Kejseren står på sit høje hvide slot,
så hvidt som et kridt,
så sort som et kul.
Fare, fare, krigsmand,
døden skal du lide,
den, som kommer allersidst,
skal i den sorte gryde.
Første gang så la'r vi ham gå,
anden gang så lige så,
tredie gang så ta'r vi ham
og putter ham i gryden!
Når sangen kommer til "så ta'r vi ham", fanger de to i broen den, som i det øjeblik går under broen. Den fangne går om bag en af de to i broen. Sangen synges forfra, indtil alle er fanget og afsluttes med en tovtrækning.
I mere oprindelige versioner af sanglegen vælges i hemmelighed to personer til at være henholdsvis "Sol" og "Måne". Sol og Måne danner broen. Sangsteksten sluttes af med "...den, som kommer allersidst, skal i den sorte gryde!" På ordet gryde sænker Sol og Måne armene og fanger en, som så skal vælge enten Sol eller Måne. Dette hviskes, så de andre deltagere ikke hører det, og den fangne stiller sig op bag valget, Sol eller Måne. Når alle børn er fanget, kommer styrkeprøven, "tovtrækningen", hvor børnene bag henholdsvis Sol og Måne lægger armene om livet på den foranstående og "trækker tov".

## Sanglegens historie
Nøjagtigt hvornår Bro Bro Brille-sanglegen er kommet til Danmark er der forskellige bud på. Hakon Grüner-Nielsen skriver i en artikel fra 1932, at den tidligste omtale kan spores i en tekst fra omkring 1730, hvor der opremses en masse lege, blandt andre en hvor "sol og måne" udfører en styrkeprøve. Det kunne godt være afslutningen af bro-brille, der henvistes til, men er ikke nødvendigvis tilfældet.  Henning Frederik Feilberg henviser i en artikel i et svensk hæfte fra 1905 til, at nogle kilder med lidt god vilje kan føre sanglegen tilbage til omkring 1500-tallet, men om de pågældende kilder faktisk handler om en variant af "Bro bro brille" er dog usikkert . Der har eksisteret en mængde varianter af legen, og i visse tilfælde været brugt en anden melodi end den nu udbredte.
Bro bro brille er en af de mest udbredte fangelege, men også en af de dunkleste. I Tyskland er det en guldsmed og hans datter, der har ødelagt broen, uden at det nærmere forklares. Sanglegen kendes også i Norge som "Bro bro brille", og i Sverige som "Bro bro breja". I nordiske tekster optræder kun kejseren og kejserens datter (eller dronningen; på Island kaldes legen undertiden "Drottningarleikur", dronningelegen). Når den sidste i rækken skal i gryden, må det regnes som sikkert, at det er døden, der tager ham. I en række flamske optegnelser kommer "Klappermanden", dvs. døden, til midnat, og i Bro bro brille nævnes netop, at "klokken ringer elleve". Efter døden kommer så opdelingen i to partier. At det er lysets og mørkets magter i kamp, fremgår af de ofte brugte navne Sol og Måne. I Finland spørges der lige ud: "Vil du til Gud Fader eller til Fanden?" 
I England findes et modstykke i "London Bridge is Falling Down" (i dansk version: "Knippelsbro går op og ned"). Samuel Laing oversatte Heimskringla til engelsk i 1844. Muligvis er noget blevet forvansket i oversættelsen, men et vers kom til at minde om børnerimet London Bridge is Falling Down. Ifølge Snorre ødelagde Olav den Hellige London Bridge i 1009 eller muligvis 1014. Et sådant angreb findes imidlertid kun omtalt af Snorre og er dermed historisk tvivlsomt. Den engelske version af legen, "London Bridge is Falling Down", omtales i The Second Book of the Compleat Dancing Master fra 1719. Henning Frederik Feilberg oplyser at skotten, Thomas Urquhart, allerede i 1663, i sin oversættelse af François Rabelais nævner en leg ved navn "The Fallen Bridge". I den franske originaltekst fra 1534 hedder den "Au pont cheuz". Yderligere siger Feilberg, at Giovanni Villani allerede i 1328 skriver om børnelegen "Coda romana" i Firenze’s Historie, hvor "fangen" bliver spurt: »Vil du være guelfer (pavens tilhænger) eller ghibelliner (tilhænger af den tysk-romerske kejser)?« De var almindelige betegnelser i middelalderlige italienske bystater som udtrykt for forskellige politiske opfattelser af, hvordan bystaternes kommunale selvstyre kunne bevares.
I senmiddelalderen symboliserede "gryden" det kristne, flammende Helvede, som det fremgik af den finske og svenske version, hvor "fangen" slet og ret bliver spurgt: »Vil du til Gu’far eller til Fan.« Den afsluttende tovtrækning mellem børnene i rækkerne bag Sol og Måne er symbolsk betragtet en kamp mellem de levende hos Solen, og de døde hos Månen, der fra gammel tid blev betragtet som Dødsrigets sol. I nogle europæiske traditioner og i Amerika findes der eksempler på, at det er en kamp mellem engle og djævle.
Britiske forskere har dristet sig til at tidsfæste legen, som baseret på en specifik historisk begivenhed, hvor St. Olaf hjalp den angelsaksiske konge Ethelred II at genvinde London fra danskerne i 1014. Det var i den forbindelse at London Bridge, der dengang var en træbro, blev revet ned. Det hævdes at varianten "London Bridge is Falling Down" kan dateres til tiden lige efter denne dramatiske begivenhed. En del historikere er dog uenige i denne udlægning.
Nogle folkehistorikere henfører sanglegens oprindelse til middelalderlige mysteriespil. Den danske musikhistoriker Hjalmar Lauritz Thuren er blandt de forskere, der med udgangspunkt i sanglegens skandinaviske varianter, antyder at den kan være fra tiden før kristendommen. Legen skulle oprindeligt have illustreret de dødes ridt over Gjallerbroen, som er den mytologiske bro, der i den nordiske mytologi fører over åen Gjall til Dødsriget, adskillensen mellem de levendes verden og de dødes. At "klokken ringer elleve" kan sammenlignes med Bibelens Dommedagsprofetier om "den sidste time" er kommen. »Kejseren står på sit høje hvide slot, så hvidt som et kridt, så sort som et kul,« kan være tvetydig. Er det kejseren, som er hvid og sort, eller er det slottet? I en nogle norske versioner lyder teksten: »Keiseren står på sitt høyeste slott, ser ut over vann, ser ut over land.« I flere mindre kendte, ældre danske udgaver drejer teksten sig imidlertid om »långbjænned mær, så swot som kul, så hvidt som kridt« - en slags hybrid mellem to mægtige mytologiske kvindeskikkelser, Móðguðr (Gjallarbroens vokterinde) og Hel (Underverdenens herskerinde). Sol og Måne erstattes nogen gange af "guld" og "sølv".. Det er blevet nævnt, at Thuren ikke dokumenterer sin teori.
Enkelte forskere går endnu længere tilbage og sammenligner sanglejen med om et ritual vedrørende menneskeofring. Det er blandt andre historikeren Dan Hemming, der i bogen Guldhornenes tale sammenligner sanglegen med Gundestrupkarrets mest berømte panel, det der tolkes som en menneskeofring. Her er gengivet en hær med fodfolk og ryttere. Til venstre står en stor skikkelse, måske en præst, der holder en kriger af fodfolket med hovedet nedad hen over et kar. Handlingen forklares oftest som en druidisk, rituel genfødsel . Hemming mener, at tolkningen bør være et offerritual, hvor man sikrede sig, at alle krigere mødte hurtigt frem til kamp ved at ofre den sidst ankomne kriger til guderne. Han sammenligerner med sanglegen "Bro bro brille", hvor der synges: »…fare fare krigsmand, døden skal du lide, den der kommer allersidst, skal i den sorte gryde.«
Lignende fangelege findes i mange andre kulturer og lande, og har aner tilbage i oldtiden. Så langt væk som i Korea synges "Dong, Dong, Dongdaemu" og i Japan leges "Warabe uta Tōryanse".